# Castell de Quintin
El Castell de Quintin està situat a Quintin, departament francès de Costes d'Armor, a la Bretanya. Està classificat com a monument històric des del 1983.

## Història
Al segle xiii va néixer el Senyoriu de Quintin, després de la partició del Comtat de Penthièvre. Com a cap del poder feudal, el Castell de Quintin va patir una successió de guerres entre els segles xv i xvi. De l'antiga ciutat medieval només es conserva la Porta Nova, o Porta dels Archives.
El 1691 el senyoriu de Quintin va esdevenir un Ducat.
Després de ser un dels últims bastions protestants al S. XVII i d'una reedificació, el castell va restar inactiu. Al S. XVIII s'amplia i es construeix l'actual Castell de Quintin. El castell va ser construït parcialment el 1775.
El 1986 es va obrir al públic el castell, cosa que va fer que es restauressin els jardins i els interiors. Avui es poden veure els jardins a la francesa i els salons del castell del S. XVIII. Està previst que es restauri el castell del S. XVII.